# 17249 Eliotyoung
17249 Eliotyoung è un asteroide della fascia principale. Scoperto nel 2000, presenta un'orbita caratterizzata da un semiasse maggiore pari a 3,0674397 UA e da un'eccentricità di 0,1314559, inclinata di 2,91143° rispetto all'eclittica.